# Studium generale

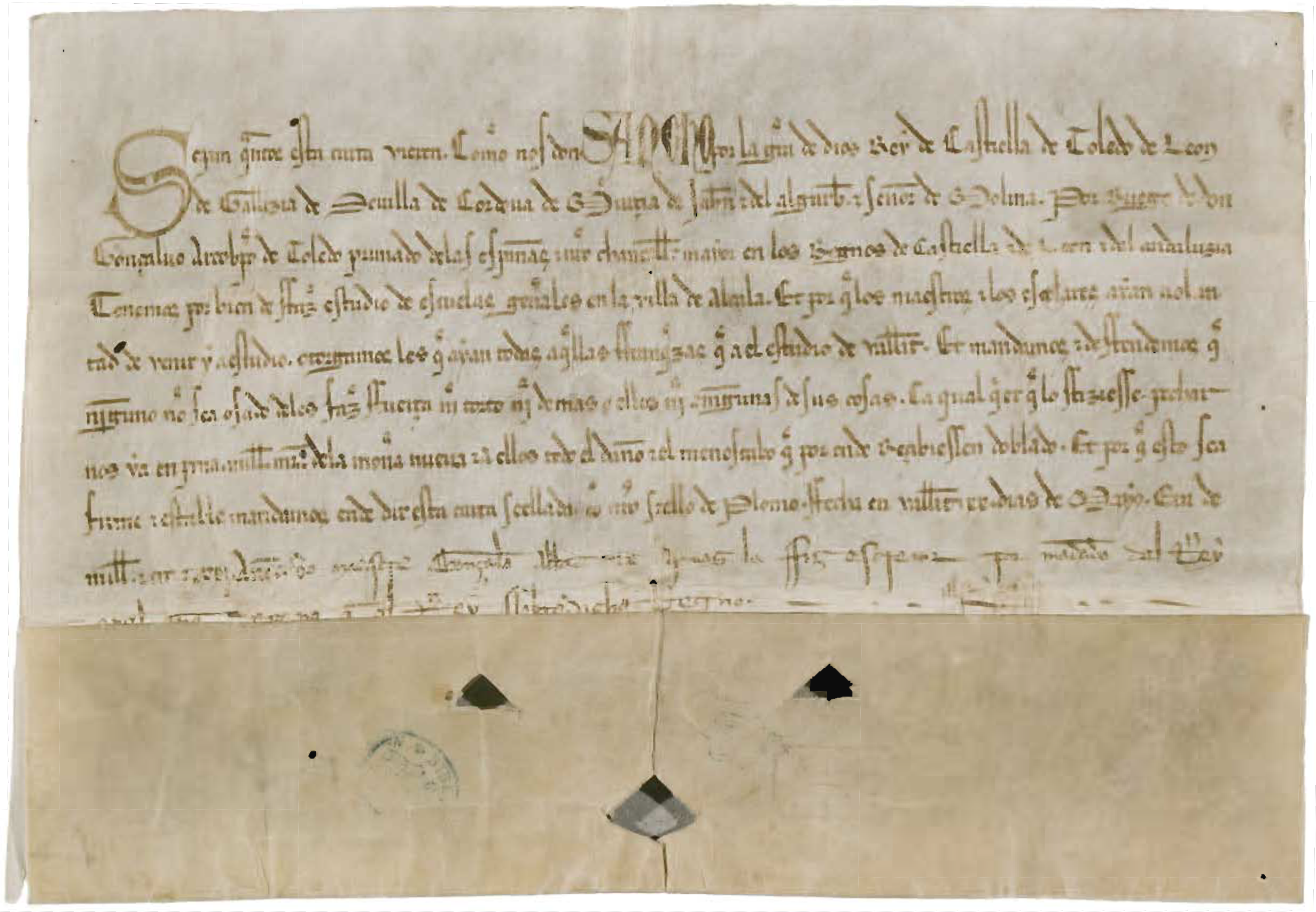
Studium generale von Alcalá de Henares (20. Mai 1293)

Als Studium generale (auch Kontextstudium, Allgemeine Studien, Studium fundamentale oder Studium universale genannt) werden heutzutage meist alle nicht obligatorischen, öffentlichen Lehrveranstaltungen einer Hochschule bezeichnet. Im Sinne des humanistischen Bildungserbes verkörpern sie den Auftrag der Hochschulen, die umfassende Allgemeinbildung zu fördern. Ein Absolvieren derartiger Veranstaltungen wird nicht mit einem akademischen Grad honoriert.
Außerdem bezeichnet der Begriff eine meist zweisemestrige Orientierungsphase, in der Studienanfänger Lehrveranstaltungen verschiedener Fachrichtungen zugleich besuchen. Dies soll eine bessere Entscheidung bei der Studienfachwahl ermöglichen und zugleich den Übergang vom reinen Lernbetrieb der Schule zum wissenschaftlichen Arbeiten an der Universität erleichtern.

## Ursprung
Ursprünglich waren die studia generalia oder die studia die Bezeichnung für die großen Schulen des Mittelalters, während das Wort universitas für die scholastische Gilde eines studium verwendet wurde. Mit dem ausgehenden 13. Jahrhundert wurde es üblich, einem studium generale erst nach Lizenzierung durch Papst, Kaiser oder König das Recht zur Verleihung von akademischen Graden zuzugestehen.

## Als Studienbestandteil
An mehreren deutschen Universitäten und Hochschulen wird ein Studium generale in das Studium einbezogen. Teilweise ist die Teilnahme an solchen Veranstaltungen sogar verpflichtend und es bestehen eigene Institute für das Studium generale; so beispielsweise an der Universität Mainz (seit 1948/49) und der Universität der Bundeswehr München (seit 1973).
In Karlsruhe lässt sich die Geschichte zur Etablierung eines Studium Generale bis in das 19. Jahrhundert zurückverfolgen. Ferdinand Redtenbacher, Professor für Maschinenbau, förderte als Direktor von 1857 bis 1863 den Ausbau der allgemeinbildenden Fächer am Polytechnikum Karlsruhe. Nach dem Zweiten Weltkrieg wurde im Wintersemester 1949/50 ein Studium Generale an der damaligen Technische Hochschule Fridericiana eingeführt und 1972 schließlich als zentrale Einrichtung der Universität Karlsruhe und unter Leitung des Philosophen Simon Moser institutionalisiert. Laut §1 der Satzung sollte das Studium Generale „der aktuellen und auf künftige Probleme gerichteten Selbstreflexion der Universität dienen.“ Von 2002 bis 2021 war es Teil des ZAK | Zentrum für Angewandte Kulturwissenschaft und Studium Generale, gegründet von Caroline Y. Robertson-von Trotha, einer zentralen wissenschaftlichen Einrichtung am Karlsruher Institut für Technologie. Seit 2021 leitet Senja Post, Professorin für Wissenschaftskommunikation am KIT, die Einrichtung. Das ZAK wurde unter ihrer Leitung 2024 in Studium Generale. Forum Wissenschaft und Gesellschaft (FORUM) umbenannt. Damit einher ging eine inhaltliche Neuausrichtung mit Fokus auf Posts Schwerpunkte Wissenschaft, Technologie und Nachhaltigkeit sowie die Wechselbeziehungen zwischen Wissenschaft und Gesellschaft.
An der Universität Witten/Herdecke ist das Studium fundamentale seit der Gründung der Universität 1983 Bestandteil der Ausbildung. Zunächst existierte ein entsprechendes Institut, doch seit 1993 gibt es eine eigene Fakultät. Das Studium fundamentale ist eine verpflichtende Studienleistung, die von Studenten aller Wittener Fakultäten geleistet werden muss. An einem Tag in der Woche finden keine fachspezifischen Vorlesungen statt, sondern die Studenten können sich in dem umfangreichen Angebot des Studium fundamentale die Veranstaltungen heraussuchen, die zu ihren Interessen passen. Das Angebot der Veranstaltungen ist nicht willkürlich gewählt, sondern zielt speziell auf die Entwicklung künstlerischer, kommunikativer und reflexiver Kompetenzen.
An der Zeppelin-Universität in Friedrichshafen wird das Studium Generale in Form eines interdisziplinären Moduls gelehrt, das alle Bachelor-Studierenden des ersten und zweiten Semesters absolvieren müssen. Eine fachübergreifende Vermittlung von Forschungsmethoden und wissenschaftlichen Fragestellungen dient dazu, gesellschaftliche Problematiken in einem transdisziplinären Kontext zu analysieren. Darüber hinaus ermöglicht seit Januar 2019 das einsemestrige Kompass-Studium eine freie Zusammenstellung von Fächern aus den Wirtschafts-, Kultur-, Politik- und Sozialwissenschaften.
Ähnliche Strukturen gibt es an anderen Hochschulen, so in Zittau/Görlitz, Erfurt, an der HTWK Leipzig, der Alanus Hochschule für Kunst und Gesellschaft in Alfter bei Bonn sowie an den Hamburger Hochschulen Bucerius Law School, HafenCity Universität, an der Frankfurt University of Applied Sciences und der Leuphana Universität Lüneburg (Komplementärstudium).
Das Leibniz Kolleg der Universität Tübingen bietet seit 1948 ein einjähriges Studium generale an, das in das wissenschaftliche Arbeiten einführen und eine begründete Studienentscheidung ermöglichen soll, jedoch nicht Teil ordentlicher Studiengänge ist.
Das Salem Kolleg in Überlingen am Bodensee bietet ein Orientierungsjahr an, das nach dem Abitur auf die Studien- und Berufswahl vorbereiten soll. Es finden Einführungen in verschiedene Studiengänge und Methoden des akademischen Arbeitens im Studium generale, begleitende und individuelle Berufsorientierung, Outdoor und Leadership Training statt.
Das Aicher-Scholl-Kolleg an der ehemaligen Hochschule für Gestaltung Ulm bietet als Orientierungs- und Entscheidungshilfe sowie als Vorbereitung für ein zukünftiges Studium bzw. eine Ausbildung ein Studium Generale mit frei wählbaren Schwerpunkten nach dem Abitur an. Das Kolleg ist Teil der vh Ulm und kooperiert mit der Universität Ulm, der Hochschule Neu-Ulm und der Hochschule für Gestaltung Schwäbisch Gmünd.

## Einheit der Wissenschaft
Die zunehmende Spezialisierung der Wissenschaften wird seit längerem von der Forderung begleitet, den Wissenschaftsbetrieb wieder stärker zu vereinheitlichen und damit eine „Einheit der Wissenschaft“ herbeizuführen. 2017 hat Rudolf Kötter diese Bestrebungen analysiert. Vielversprechend waren besonders die Ansätze des Wiener Kreises um Moritz Schlick in den 1920er Jahren. Da viele der Mitglieder Juden waren, fand der Kreis nach der Machtergreifung Adolf Hitlers ein jähes Ende. In den 1990er Jahren fanden in Deutschland mehrere Kongresse und Vortragsreihen statt, die die Einheit der Wissenschaften zum Thema hatten. Initiatoren waren unter anderem Jürgen Mittelstraß, Bernd-Olaf Küppers, Herbert Mainusch und Richard Toellner. Trotz großer Bemühungen gelang es bisher nicht, die Einheit der Wissenschaft herbeizuführen.
Vor diesem Hintergrund gründete der Schweizer Jurist Luc Saner 2016 das Komitee „Einheit der Wissenschaft und echtes Studium generale“ mit dem Ziel, an möglichst vielen Universitäten ein zweisemestriges Studium generale zu etablieren, das auf einer ganzheitlichen Basis ermöglichen soll, „echte“ Generalisten auszubilden, die damit in die Lage versetzt werden, transdisziplinär zu denken und zu handeln. Saner, der hier auch von einem Studium fundamentale spricht, geht davon aus, dass die hochgradige Spezialisierung in den Wissenschaften nicht geeignet ist, angemessen und wirksam auf den globalen Einfluss des Menschen auf die Erde zu reagieren, der „schwerwiegende Konsequenzen bis hin zu unserem eigenen Aussterben haben kann“. Dazu seien auch Generalisten nötig, die in der Lage sind, die Zusammenhänge zwischen den Erkenntnissen der verschiedenen Wissenschaften zu durchblicken. In Saners Buch „Allgemeiner Teil der Wissenschaften“ (2023), das er als inhaltlichen Vorschlag für solch ein Studium generale erarbeitet hat, spielt die Evolution (in einem alles umfassenden Sinne) eine zentrale Rolle. Saner führt dazu Folgendes aus:

„Selbst wenn Universitäten versuchen, ein grosses Angebot an Wissenschaftsdisziplinen anzubieten, fehlt der nötige Zusammenhang zwischen diesen Disziplinen. Diese Institutionen vereinigen die nach fachlichen Gesichtspunkten gegliederten Organisationseinheiten lediglich unter einer administrativen Leitung. Obwohl ein Austausch zwischen diesen Organisationseinheiten durchaus stattfinden kann, kann dieser Austausch, weil zu unsystematisch, nicht ganzheitlichen Ansprüchen genügen. Dazu kommt, dass sich viele Wissenschaftler letztlich als Einzelkämpfer verstehen. Aus diesen Gründen ist es ohne Generalisten mit dieser Organisation nicht möglich, für komplexe globale Probleme holistische Lösungen zu finden, was aber von diesen Institutionen zunehmend erwartet wird.“

Es sei jetzt die Aufgabe der Wissenschaften, ihre maßgeblichen Disziplinen in diesen allgemeinen Teil der Wissenschaften von Saner einzubetten – ein umfangreiches akademisches Forschungsprogramm. Dies führe zur Einheit der Wissenschaft. Erst auf dieser Grundlage, der Einheit der Wissenschaft, lasse sich das erwähnte zweisemestrige Studium generale lehren. Dementsprechend seien aktuell in erster Linie die Dozierenden gefordert, nicht die Studierenden.
Dem „Komitee für die Einheit der Wissenschaft und ein echtes Studium generale“ sind mittlerweile zahlreiche Persönlichkeiten – insbesondere aus Wissenschaft und Forschung – vor allem aus der Schweiz und aus Deutschland beigetreten.

## Als außeruniversitäre Bildungsform
Im Sinne von „Bildung für nachhaltige Entwicklung“ (BNE) kann ein Studium fundamentale für alle Bildungsbereiche als Standard im außeruniversitären Bereich zur Entwicklung von nachhaltigem Denken und Handeln verstanden werden, was die Teilnehmer besser in die Lage versetzt abzuschätzen, wie sich das eigene Handeln auf künftige Generationen oder das Leben in anderen Weltregionen auswirkt. Ein entsprechendes Angebot wurde 2009 durch „fundamentale – Die junge Akademie“ in Leipzig entwickelt.